# 克里索
克里索（德語：Kriesow）是德国梅克伦堡-前波美拉尼亚州的市镇，隶属于梅克伦堡湖区县。总面积为19.75平方千米，截至2023年12月31日总人口为323人。